# Insurrection viennoise d'octobre 1848

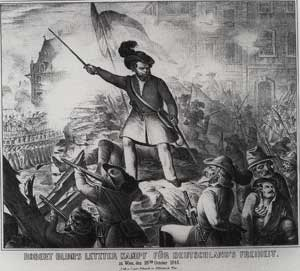
Le député radical allemand Robert Blum sur les barricades.

L'insurrection viennoise d'octobre 1848 est le dernier soulèvement de la Révolution autrichienne de 1848.

## Déroulement
Pour des articles plus généraux, voir Printemps des peuples, Révolution de Mars et Révolution autrichienne de 1848.

### La contagion révolutionnaire
Les premiers troubles révolutionnaires éclatent à Vienne le 13 mars 1848. L'agitation commence de manière assez bon enfant par une manifestation d'étudiants et de bourgeois libéraux devant la Diète en solidarité avec les demandes hongroises. Les troubles s'étendent rapidement. La troupe se montre incapable de ramener le calme et fait feu sur les manifestants : on compte une cinquantaine de morts. Vienne connaît alors la première insurrection armée de son histoire. L'agitation prend un tour plus social : destruction d'usines et d'entreprises accusées de favoriser le chômage. Le pouvoir est obligé de lâcher du lest. Le prince Klemens Wenzel von Metternich doit abandonner la direction des affaires sans délai. L'Empire entreprend des réformes libérales.
Le 15 avril 1848, le gouvernement proclame une « constitution provisoire » (un peu sur le modèle de la Constitution accordée aux Belges en 1831), qui établit le bicaméralisme et le suffrage censitaire. Les émeutes du 15 mai, puis celles du 26 mai amènent la cour impériale à s'installer provisoirement à Innsbruck. Au mois de juillet, un nouveau parlement est élu. Durant l'été, l'autorité du gouvernement continue de faiblir.

### L'émeute

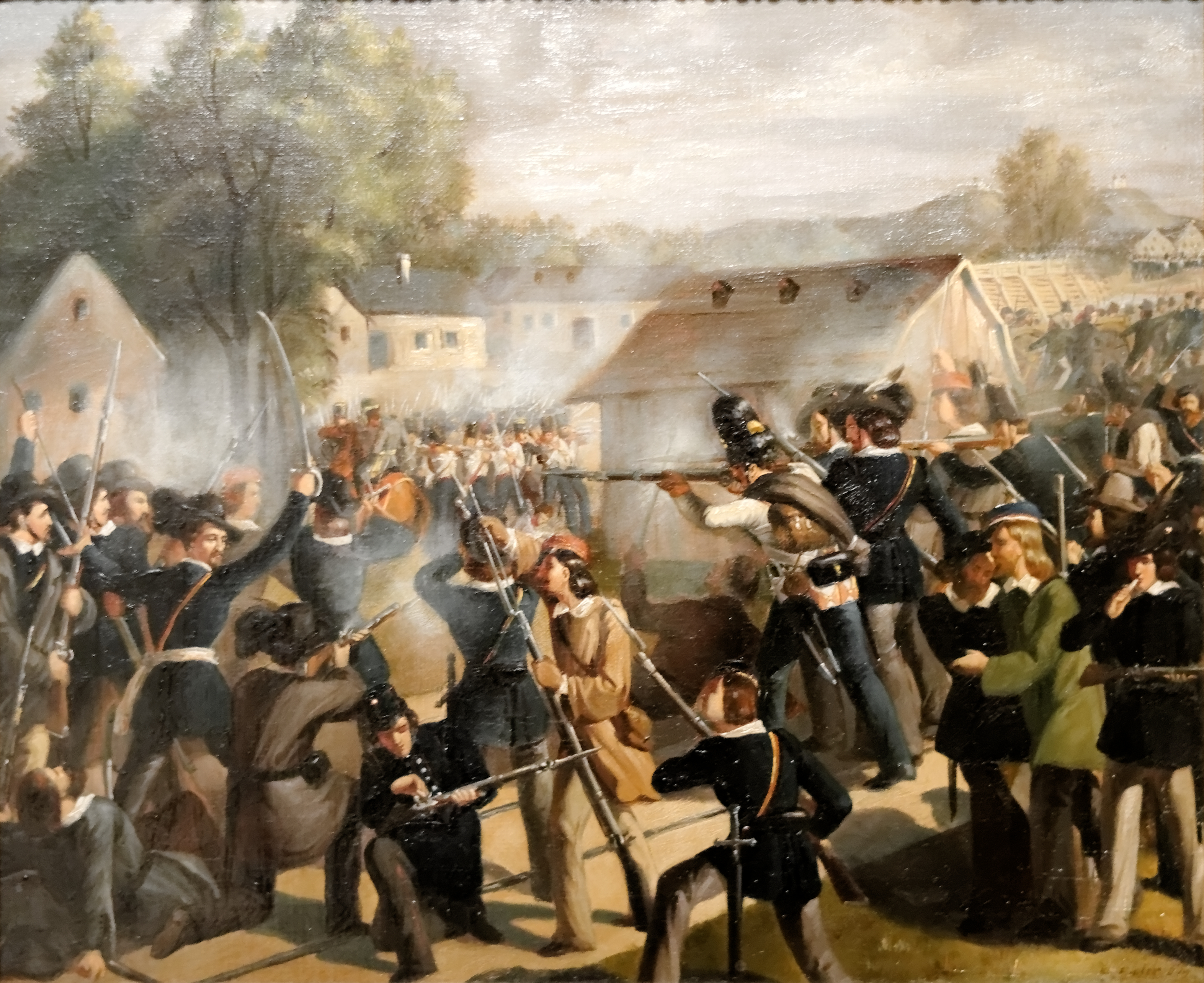
Combat sur le pont Taborbrücke à Leopoldstadt le 6 octobre 1848 – Bonaventura Emler (1831-1862) – Combats entre la Garde nationale et les étudiants d'une part, et le régiment Nassau de l'autre.

Le 6 octobre 1848, alors que les troupes impériales s'apprêtent à quitter Vienne pour réprimer la Révolution hongroise, une foule de sympathisants de la cause hongroise composée d'ouvriers, d'étudiants et de soldats mutinés tente d'empêcher leur départ. Alors que les émeutes de mars avaient été le fait de bourgeois libéraux, les événements d'octobre sont plutôt le fait d'ouvriers. Cet incident dégénère en combats de rue d'une grande violence : l'Arsenal est pillé ; le sang est versé jusque dans la cathédrale Saint-Étienne et le ministre de la Guerre, le comte Theodor Baillet von Latour, est lynché par la populace. Son cadavre mutilé reste plusieurs heures pendu à un réverbère.

### La fuite de l'empereur
Le 7 octobre, l'empereur Ferdinand Ier et sa cour, rentrés d'Innsbruck au mois d'août, se replient à Olmütz sous la protection du prince Alfred de Windisch-Graetz et d'une troupe de 7 000 soldats. La Cour s'installe à Olmütz le 14 octobre 1848. Deux semaines plus tard, le Parlement est déplacé à Kremsier en Moravie. La ville de Kremsier — et non Olmütz — a été choisie par sécurité et afin de mieux pouvoir surveiller les parlementaires. Une partie de la bourgeoise viennoise déserte la ville et se met en sécurité dans les environs de Vienne ou suit l'empereur à Olmütz, qui devient le centre de l'empire pour plusieurs mois. La violence du 8 octobre effraie une bonne partie de la population.

### La répression

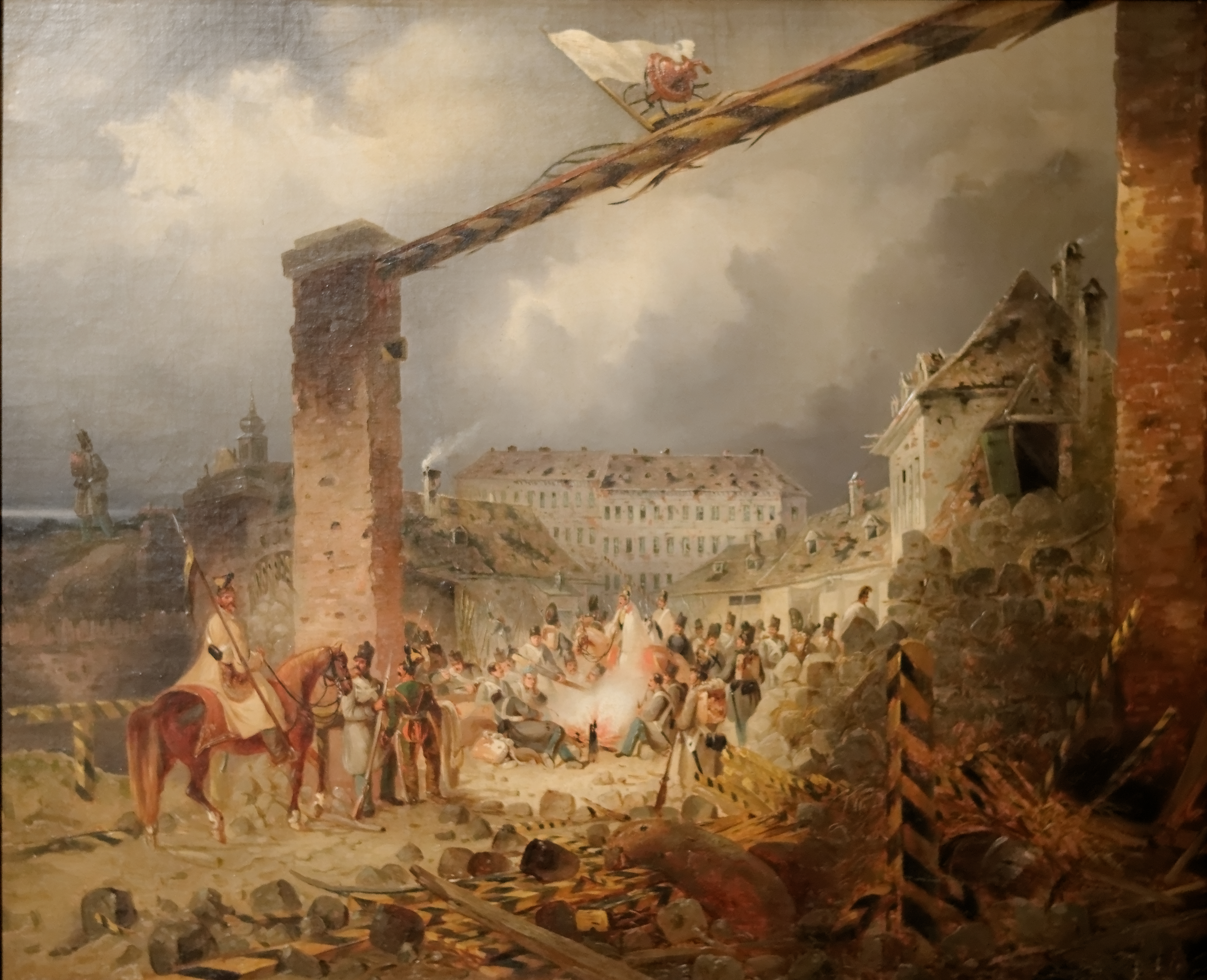
La ligne de défense de Nussdorf (aujourd'hui un quartier de Vienne) après la victoire des troupes impériales, fin octobre 1848.

Sous le commandement des généraux Windisch-Grätz et Josip Jelačić, les troupes autrichiennes et croates contre-attaquent en encerclant Vienne le 20 octobre, puis en bombardant la ville à partir du 26 octobre, puis en prenant d'assaut la Innere Stadt le 31 octobre. Près de deux mille personnes sont tuées lors des combats. À l'exception du général polonais Józef Bem, qui réussit à prendre la fuite, les hommes qui ont organisé la résistance, Wenzel Messenhauser, le journaliste Alfred Julius Becher, Hermann Jellinek et le député radical allemand Robert Blum, sont jugés puis exécutés au mois de novembre.
La défaite de l'insurrection viennoise marque la fin de la Révolution de 1848 en Autriche, mais la révolution hongroise n'est finalement battue qu'en été 1849.

## Conséquences
Cet événement provoque la perte des acquis de la Révolution du mois de mars et fait entrer l'empire d'Autriche, sous la conduite du prince Felix zu Schwarzenberg, dans une phase de réaction autoritaire : le « néo-absolutisme », qui dure jusqu'en 1859.

## Source
- (de) Cet article est partiellement ou en totalité issu de l’article de Wikipédia en allemand intitulé « Wiener Oktoberaufstand 1848 » (voir la liste des auteurs).